# 迈克·杰拉奇
迈克·杰拉奇，意大利人，现担任意大利经济发展部副部长。同时也任职于伦敦全球政策研究所，在浙江大学担任研究员和兼职教授、在宁波诺丁汉大学担任中国经济政策研究项目主管和金融学助理教授。2016年杰拉奇获意大利之星骑士勋章。
杰拉奇也是一名前投资银行家，曾在浙江大学、西南财经大学、宁波诺丁汉大学等中国高校讲学，在西南财经大学，杰拉奇以全中文授课。杰拉奇曾制作五集连续纪录片《中国经济与社会》，其中第一部《中国农村经济》已完成拍摄。杰拉奇曾两次受邀参加中国峰会并分别就中国金融系统改革和国际事务中扮演的角色发表了演讲。杰拉奇于1996年获麻省理工学院MBA学位。